# Монастырь Святой Суннивы (Селье)
Монастырь Святой Суннивы (норв. Hellige Sunniva kloster) — православная мужская частная монашеская община, расположенная в городе Селье, фюльк Согн-ог-Фьюране, Норвегия.

## История
Создание православной обители было одобрено в мае 2010 года городскими властями и лично мэром Гунн Хелгесен норв. Gunn Helgesen.
Монастырь был основан 7 июля 2014 года по благословению архимандрита Дионисия (Каламбокаса) иеромонахом (ныне архимандритом) швейцарского происхождения Дамаскиным, испросившим на свою деятельность разрешение патриарха Грузинского Илии II и обосновавшимся в двухэтажном доме на берегу залива в городке Селье, в Норвегии. Домовый храм новооткрытой обители был посвящён в честь особо почитаемой в Норвегии святой Суннивы. Имеется проект строительства комплекса монастырских построек.
В 2014 году монастырь пополнился двумя монахами русского и норвежского происхождения, позднее покинувшими монашескую общину.